# Holger Gertz
Holger Gertz (* 16. November 1968 in Oldenburg) ist ein deutscher Journalist.

## Leben
Holger Gertz legte das Abitur 1988 am Herbartgymnasium Oldenburg im niedersächsischen Oldenburg ab und leistete Zivildienst in Hamburg-Volksdorf in einer Einrichtung für mehrfachbehinderte Kinder und Jugendliche. Er studierte in Bremen Sozialwissenschaft, in München Kommunikationswissenschaft und besuchte die 30. Lehrredaktion der Deutschen Journalistenschule in München. Seit 1996 arbeitet er für die Süddeutsche Zeitung, zunächst in der Sportredaktion, seit 2000 vor allem als Reporter auf der Seite Drei und als Streiflicht-Autor.
Die Zeitung beschäftigt ihn als Deutschland-Reporter genauso wie als TV-Kritiker und nach wie vor auch als Sportberichterstatter. So schreibt er seit 2012 für die Tatort-Kolumne des Blattes und hat seit 2000 von sämtlichen Olympischen Spielen berichtet. 2023 wurde er vom Fachmagazin Medium Magazin zum Sportjournalisten des Jahres gewählt, die Jury befand: „Stilsicher, unvergleichlich pointiert und bisweilen genial lotet er den Grenzbereich zwischen Sport- und Gesellschaftsanalyse aus.“
Regelmäßig unterrichtet Gertz Nachwuchsjournalisten an der Deutschen Journalistenschule in München und der Akademie für Publizistik in Hamburg im Fach Reportage.

## Werke
- Brüder und Schwestern. Ein Besuch bei den Deutschen. Fackelträger, Köln 2009, ISBN 978-3-7716-4395-9.
- Das Spiel ist aus: Geschichten über das Verlieren. Deutsche Verlags-Anstalt, München 2016, ISBN 978-3-421-04729-8.
- Marcel Reif mit Holger Gertz: Nachspielzeit – ein Leben mit dem Fußball. Kiepenheuer & Witsch, Köln 2017, ISBN 978-3-462-05015-8.
- Thomas Hitzlsperger mit Holger Gertz: Mutproben. Kiepenheuer & Witsch, Köln 2024, ISBN 978-3-462-00528-8.

## Auszeichnungen
- 1998: Axel-Springer-Preis[5]
- 2001: Fair Play-Preis für Sportjournalismus[6]
- 2003: Dr.-Georg-Schreiber-Medienpreis[7]
- 2003: Deutscher Sprachpreis (als Teil des Streiflicht-Teams)[8]
- 2010: „Reporter des Jahres“ der Zeitschrift Medium Magazin[9]
- 2011: Zweifache Nominierung für den Henri Nannen Preis auf der Shortlist in der Kategorie „Reportage (Egon Erwin Kisch-Preis)“[10]
- 2014: Nominierung für den Theodor-Wolff-Preis[11]
- 2017: Wahl zum „Sportjournalisten des Jahres 2017“ (2. Platz)[12]
- 2018: Wahl zum „Sportjournalisten des Jahres 2018“ (3. Platz)[13]
- 2020: Wahl zum „Sportjournalisten des Jahres 2020“ (2. Platz)[14]
- 2021: Journalistenpreis Bahnhof[15]
- 2021: „Sportjournalist des Jahres“ der Zeitschrift Medium Magazin[16]
- 2023: „Sportjournalist des Jahres“ der Zeitschrift Medium Magazin[17]